# Emil Kinander

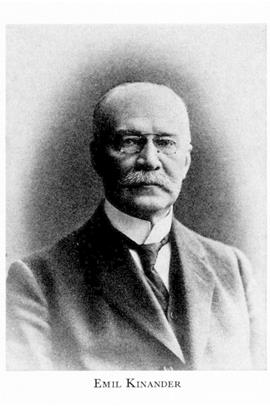
Emil Kinnander.

Carl Emil Kinander, född 15 april 1860 i Långtora församling, Uppsala län, död 14 juli 1929 i Hedvig Eleonora församling, Stockholms stad, var en svensk jurist, riksgäldsfullmäktig och riksdagsledamot.
Kinander blev 1879 filosofie och 1885 juris kandidat vid Uppsala universitet, vice häradshövding 1888, var 1889–1902 sekreterare hos Stockholms stads drätselnämnd och var från 1902 verkställande direktör i Järnkontoret. Han var dessutom ledamot i styrelserna för Sabbatsbergs sjukhus (1902, ordf. 1912), Stockholms högskola (1903; ordf. 1921), Handelshögskolan i Stockholm (1909), Metallografiska institutet (1920; vice ordf. s. å.), fullmäktig i Riksgäldskontoret (1904; ordf. 1916), pensionsförsäkringsfonden (1916) och Postsparbanken (1922). Dessutom var han (sedan 1897) sekreterare och ombudsman hos Trafik-a.b. Grängesberg-Oxelösund samt styrelseledamot i Sveriges allmänna exportförening (1908; vice ordf. 1913) och i ett antal andra affärsföretag.
Som politiker var Kinander stadsfullmäktig i Stockholm (1903–1917), en av stadens representanter i riksdagens första kammare (1906–1909) samt ledamot av byggnadsverksamhets- (1912), tobaks- (1915) och järnvägs- (1918) kommittéerna m. m.
Kinander förblev riksgäldsfullmäktig till 1925. Samma år blev han ordförande i AB Svenska handelsbankens styrelse. Emil Kinander är begravd på Solna kyrkogård.